# The 5.6.7.8's
The 5.6.7.8's é uma banda japonesa de rock de garagem formada em 1989 na cidade de Tóquio.

## Historia
The 5.6.7.8 's inicialmente atuava como um quarteto em Tóquio, e recrutou artistas convidados durante a sua turnê na Austrália – chegando a ter em sua formação um membro do sexo masculino, conhecido como "Eddie". Elas se tornaram um trio oficialmente em 1992, antes de sua turnê australiana.
The 5.6.7.8 's fez uma breve aparição no filme de 2003  Kill Bill Volume 1, dirigido por Quentin Tarantino, onde foram mostradas tocando em um izakaya.
The 5.6.7.8 's fez participação na trilha sonora do filme Velozes & Furiosos: Desafio em Tóquio de 2006, com a música The Barracuda.

## Integrantes

### Formação atual
- Yoshiko "Ronnie" Fujiyama - vocal, guitarra
- Sachiko Fujii - bateria
- Akiko Omo - baixo

### Ex-integrantes
- Yoshie - baixo
- Rico - guitarra
- Mikako - baixo
- Eddie - guitarra
- Aya - guitarra
- Yoshiko "Yama" Yamaguchi - baixo

## Discografia

### Álbuns de estúdio
- 1991: The 5.6.7.8's Can't Help It!
- 1994: The 5.6.7.8's
- 1996: Bomb the Twist
- 1997: Pin Heel Stomp
- 2002: Teenage Mojo Workout

### Compilações
- 2003: Bomb the Rocks: Early Days Singles
- 2003: Golden Hits of The 5.6.7.8's
- 2011: Live at Third Man